# Stephan Closius
Stephan Closius (Brassó, 1717. szeptember 27. – Brassó, 1781. április 14.) erdélyi szász orvos, városi tanácsos.

## Élete
1736-tól Jénában tanult. 1740-ben orvostudor (a mai doktornak megfelelő fokozat) lett Halléban. Szülővárosába hazatérve mint gyakorló orvos működött, 1756-ban városi esküdt, 1762. január 21-én a város szóvivője, 1769. január 19-én városi tanácsos lett. 1765–1772 között a város főorvosa volt; 1770-ben Zemplén vármegye hívta meg, ahol a fenyegető pestist csírájában elfojtotta, majd visszatért hazájába.
Fontos szerepet játszott a brassói Fekete templom boltozatának felújításában. Az 1689-es tűzvészben megsérült és a veszélyessége miatt lebontott boltíveket 1760-ig anyagi források híján nem építették újjá. Closius kézbe vette a szervezést, jó minőségű építőanyagot szerzett a Tömös völgyéből, adományokat gyűjtött, és az 1761–62 között folyó építési munkálatokat fizetség nélkül irányította.

## Munkái
Dissertatio inaug. medica de juvenum dispositione ad morbos pulmonum 1740. m. octob. Halae Magdeb.